# Adrienne Lautère
Adrienne Lautère est une femme de lettres française d'origine néerlandaise, née le 24 décembre 1886 à Amsterdam et morte le 26 février 1960 au sein de l'hôpital Broussais dans le 14e arrondissement de Paris.

## Biographie
Née Adrienne Gilliana Heineken, à Amsterdam, son père est le procureur Wijnand Heineken, de la famille des brasseurs de bière ; sa mère est Henriette Wilhelmine Daum. Adrienne épouse le journaliste français Gabriel de Lautrec . À la déclaration de guerre elle reste à Amsterdam alors que son mari est parti au front. Dans ses Lettres de la Hollande neutre elle relate, la première année du conflit.
Romancière, biographe et poète elle écrivait sous les noms de plume Adrienne de Lautrec et Adrienne Lautère.  

## Œuvres

### Romans
- Le Bon Exemple (Charpentier, 1913)
- Le Corrupteur (1925)
- L'Enfant prodige (Bibliothèque-Charpentier, Eugène Fasquelle éditeur, 1928)
- Six et quart (Eugène Fasquelle, 1929)
- Simone Ablond (Nouvelle Société d'édition, 1931)
- Madame d'Aulnoy et sa mère (Fasquelle, 1946)

### Théâtre
- La Vieille Grand'mère et la petite fille ; théâtre (Reddingius, 1905)
- Le Bon Vieux Temps (A. Fayard, 1950)

### Poésie
- Amours de rampe (Nilsson, 1909), recueil de sonnets
- La Révolte (Fasquelle, 1912) Lire en ligne
- Amour et Sagesse (Fasquelle, 1921)

### Autres publications
- "chronique hollandaise : la littérature hollandaise des dernières années. La révolution littéraire de 1880", Akademos, mai 1909.
- Quatre peintres hollandais ; dans L'Art et les artistes, avril-septembre 1910, p. 253-261 Lire en ligne
- L’Influence de la littérature contemporaine en Hollande, essai (1920)
- L'Âme latine de M. Louis Couperus, romancier hollandais, biographie (Éditions du Monde nouveau, 1922)
- Henri Borel et le génie de la Chine (Éditions du Monde nouveau, 1923)
- Lettres de la Hollande neutre (Charpentier, 1929)
- Un gentilhomme au temps des Précieuses, Monsieur de Sévigné, biographie (Fasquelle, 1943)
- Lettres inédites de Romain Rolland, présentées par Adrienne Lautère ; dans L'Âge nouveau , Idées - Lettres - Arts No 35 (mars 1949)